# IC 2008
IC 2008 — галактика типу Sbc (компактна витягнута спіральна галактика) у сузір'ї Ерідан.
Цей об'єкт міститься в оригінальній редакції індексного каталогу.